# 二酸化ポロニウム
二酸化ポロニウム、Polonium dioxideあるいは酸化ポロニウム(IV)とは、化学式PoO2で表される化合物である。ポロニウムの3種類の酸化物の一種であり、他には一酸化ポロニウム（PoO）と三酸化ポロニウム（PoO3）がある。常温では淡黄色の結晶固体である。真空等の低圧下では、500 ℃で酸素とポロニウムに分解する。ポロニウム酸化物の中で最も安定した化合物であり、カルコゲン間化合物である。

## 構造と外観
室温下では、二酸化ポロニウムは面心立方格子構造をとり、高温に加熱した場合、正方晶系の結晶となる。面心構造時は淡黄色であり、正方晶系結晶の時には赤色となる。加熱時は薄黒く変化し、昇華点である885 ℃ではチョコレート色へと変化する。Po4+イオンのイオン半径は1.02から1.04 Åであるので、Po4+/O2−のイオン半径比率は、立方晶系が安定する下限である約0.73であるため、二酸化ポロニウムには他に2つの修飾を加えることが可能である。出来た直後は正方晶であるが、静置または強めに冷却すると立方晶へと変形する。

## 自然発生
二酸化ポロニウムは、ポロニウムが自然界にほぼ存在しないことと、二酸化物を形成するには、250 ℃という高温が必要なため、自然には生成されない。

## 生成
二酸化ポロニウムは、ポロニウム元素を250 ℃で酸素と反応させるか、ポロニウム(IV)水酸化物(PoO(OH)2)や硫酸ポロニウム(Po(SO4)2)、セレン酸ポロニウム(Po(SeO4)2)、四硝酸ポロニウム(Po(NO3)4)の熱分解によって生成される。

## 反応
二酸化ポロニウムは水素下では200 ℃、アンモニアや硫化水素下では250 ℃で金属ポロニウムへと還元される。二酸化硫黄下で250 ℃に熱すると、ポロニウム亜硫酸塩と言える白色化合物を形成する。水和した場合、淡黄色のポロン酸(H2PoO3)の沈殿を生じる。名前に反し、ポロン酸は両性化合物であり、酸と塩基両方に反応する。
二酸化ポロニウムはハロゲン化水素によるハロゲン化によって、四ハロゲン化ポロニウムが得られる。
PoO2 + 4 HF → PoF4 + 2 H2O
PoO2 + 4 HCl → PoCl4 + 2 H2O
PoO2 + 4 HBr → PoBr4 + 2 H2O
PoO2 + 4 HI → PoI4 + 2 H2O
二酸化ポロニウムは二酸化テルルと非常によく似た反応を示し、Po(IV)塩を形成するが、第16族元素の酸化物の酸性度は、周期が大きくなるにつれて減少し、二酸化ポロニウムと水酸化ポロニウム(IV)は、分子量が小さい同族体よりもはるかに酸性度が低い。例えば、二酸化硫黄と三酸化硫黄、二酸化セレン、三酸化セレン、三酸化テルルは酸性であるが、二酸化テルルは両性であり、二酸化ポロニウムは両性である一方、塩基のいくつかの性質を示す。
二酸化ポロニウムと水酸化カリウムまたは硝酸カリウムを空気中で反応させると、ポロン酸カリウム(K2PoO3)が得られる。
PoO2 + 2 KOH → K2PoO3 + H2O
PoO2 + 2 KNO3 → K2PoO3 + 2 NO
二酸化ポロニウムとポロナイトアニオン(PoO2−
3)は、三酸化ポロニウムとポロネイトアニオン(PoO2−
4)同様、密接に関連している。

## 利用
二酸化ポロニウムは、基礎研究以外には利用されていない。

## 注意
二酸化ポロニウムを含む、全てのポロニウム化合物は非常に放射性が高いため、グローブボックス内で対処しなければならない。また、放射性物質の漏出を防ぐため、グローブボックスをグローブボックスに似た別の箱で囲んだ上で、箱の中を低圧状態で維持しなければならない。天然ゴムから作られた手袋はポロニウムから放出される放射線を十分に防ぐことができないため、手術用手袋が必要である。クロロプレンゴムの手袋は、天然ゴムよりもポロニウムからの放射線を遮蔽する。